# Habib Khabiri
Habib Khabiri, född 15 augusti 1954 i Teheran, död (avrättad) 21 juni 1984 i Teheran, var en iransk fotbollsspelare som spelade i den iranska klubben Homa FC och var fotbollslandslagets kapten. Han spelade 18 matcher och gjorde två mål för Irans A-landslag under perioden 1977–1980. Han var med och vann brons i Asiatiska mästerskapet 1980.
Khabiri var medlem av Folkets mujahedin vars mål är att skapa ett demokratiskt och sekulariserat Iran. Han blev avrättad tillsammans med Fruzan Abdi, lagkapten för iranska damlandslaget i volleyboll, bägge var anklagade för att vara "mohareb", Guds fiende.
Habib Khabiris bror Mohammad, som också var iransk landslagsspelare under 1970-talet, var viceordförande för det Iranska fotbollsförbundet.